# Takuo Ōkubo
Takuo Ōkubo (大久保 択生?, Ōkubo Takuo; Kōtō, 18 settembre 1989) è un calciatore giapponese, portiere del Kataller Toyama in prestito dall'Iwate Grulla Morioka.